# اچ‌ام‌اس ساکسز (۱۹۱)
اچ‌ام‌اس ساکسز (۱۹۱) (به انگلیسی: HMS Success (1901)) یک کشتی بود که طول آن ۲۱۴٫۷۵ فوت (۶۵٫۴۶ متر) بود. این کشتی در سال ۱۹۰۱ ساخته شد.